# Gaupne
Gaupne is een plaats in de Noorse gemeente Luster gelegen in de vallei Jostedal in de provincie Vestland. Gaupne telt 1017 inwoners (2007) en heeft een oppervlakte van 1,5 km².
Gaupne ligt aan het Lustrafjord, een zijarm van het Sognefjord. Omliggende plaatsen zijn Hafslo, Sogndal, Luster en Skjolden. Het ligt aan de RV 55 de Sognefjellsweg naar Lom.
|  |